# Lista siturilor arheologice din județul Neamț - N
Lista siturilor arheologice din județul Neamț - N conține toate siturile arheologice din județul Neamț înscrise în Repertoriul Arheologic Național (RAN) și aflate în localități al căror nume începe cu litera N. RAN este administrat de Ministerul Culturii și Patrimoniului Național și cuprinde date științifice, cartografice, topografice, imagini și planuri, precum și orice alte informații privitoare la zonele cu potențial arheologic, studiate sau nu, încă existente sau dispărute.
Puteți căuta un sit din localitățile care încep cu litera N folosind formularul de mai jos sau puteți naviga prin toate siturile din județ la Lista siturilor arheologice din județul Neamț.
| Cod RAN                                   | Denumire | Localitate                            | Adresă          | Datare                               | Descoperit | Coordonate                                    | Imagine           | Erori            |
| ----------------------------------------- | --- | ------------------------------------- | --------------- | ------------------------------------ | ---------- | --------------------------------------------- | ----------------- | ---------------- |
| 123692.01.01                              | Așezarea culturii Cucuteni de la Negritești - "Movila Flocoasă" / ansamblu anonim (Categorie: locuire civilă) (Tip: Așezare)             | sat Negritești, comuna Podoleni       | Movila Flocoasă | Cucuteni - A                         |            |                                               | Încărcați imagine | Raportați eroare |
| 123692.01.02                              | Așezarea culturii Cucuteni de la Negritești - "Movila Flocoasă" / ansamblu anonim (Categorie: locuire civilă) (Tip: Așezare)             | sat Negritești, comuna Podoleni       | Movila Flocoasă | Cucuteni - B                         |            |                                               | Încărcați imagine | Raportați eroare |
| 125052.02.01                              | Necropola tumulară de la Nemțișor - "Gura Secului" / ansamblu anonim (Categorie: descoperire funerară) (Tip: Necropolă)                  | sat Nemțișor, comuna Vânători-Neamț   | Gura Secului    | sec. IV                              |            |                                               | Încărcați imagine | Raportați eroare |
| 125052.01.01 (Cod LMI: NT-I-s-B-10521)    | Necropola tumulară de epoca migrațiilor de la Nemțișor - "Braniște" / ansamblu anonim (Categorie: descoperire funerară) (Tip: necropola) | sat Nemțișor, comuna Vânători-Neamț   | Braniște        | Sântana de Mureș - Cerneahov sec. IV |            | 47°13′00″N 26°15′00″E / 47.21667°N 26.25°E    | Încărcați imagine | Raportați eroare |
| 122310.01.01 (Cod LMI: NT-I-s-B-10519)    | Așezarea medievală de la Negrești - "Șes Dolhești" / ansamblu Fostul sat Dolhești (Categorie: locuire civilă) (Tip: Așezare rurală)      | sat Negrești, comuna Negrești         | Șes Dolhești    | sec. XV - XVI                        |            | 47°01′00″N 26°24′00″E / 47.01667°N 26.4°E     | Încărcați imagine | Raportați eroare |
| 123503.01.01 (Cod LMI: NT-I-m-B-10520.01) | Situl arheologic de la Negulești - "Deleni" / ansamblu anonim (Categorie: locuire civilă) (Tip: Așezare)                                 | sat Negulești, comuna Piatra Șoimului | Deleni          | Starčevo - Criș                      |            | 46°49′00″N 26°25′00″E / 46.81667°N 26.41667°E | Încărcați imagine | Raportați eroare |
| 123503.01.02 (Cod LMI: NT-I-m-B-10520.02) | Situl arheologic de la Negulești - "Deleni" / ansamblu anonim (Categorie: locuire civilă) (Tip: Așezare)                                 | sat Negulești, comuna Piatra Șoimului | Deleni          |                                      |            | 46°49′00″N 26°25′00″E / 46.81667°N 26.41667°E | Încărcați imagine | Raportați eroare |
| 122935.01.01 (Cod LMI: NT-I-m-A-10522.02) | Situl arheologic de la Netezi (ruinele curții boierești)- "Brătuleț" / ansamblu anonim (Categorie: locuire) (Tip: Așezare)               | sat Netezi, comuna Grumăzești         | Brătuleț        | sec. XIII - XIV                      |            |                                               | Încărcați imagine | Raportați eroare |
| 122935.01.02 (Cod LMI: NT-I-m-A-10522.01) | Situl arheologic de la Netezi (ruinele curții boierești)- "Brătuleț" / ansamblu anonim (Categorie: locuire) (Tip: Biserică)              | sat Netezi, comuna Grumăzești         | Brătuleț        | sec. XIV - XVI                       |            |                                               | Încărcați imagine | Raportați eroare |
| 122935.01.04 (Cod LMI: NT-I-m-A-10522.03) | Situl arheologic de la Netezi (ruinele curții boierești)- "Brătuleț" / ansamblu anonim (Categorie: locuire) (Tip: Necropolă)             | sat Netezi, comuna Grumăzești         | Brătuleț        | sec. XV - XVI                        |            |                                               | Încărcați imagine | Raportați eroare |